# Кубок Данії з футболу 2005—2006
Кубок Данії з футболу 2005–2006 — 52-й розіграш кубкового футбольного турніру в Данії. Титул вперше здобув Раннерс.

## Календар
| Раунд           | Дата               | Матчі | Клуби   |
| --------------- | ------------------ | ----- | ------- |
| Перший раунд    | 26-30 липня 2005   | 32    | 92 → 60 |
| Другий раунд    | 9-10 серпня 2005   | 20    | 60 → 40 |
| Третій раунд    | 23-31 серпня 2005  | 14    | 40 → 26 |
| Четвертий раунд | 14-21 вересня 2005 | 10    | 26 → 16 |
| 1/8 фіналу      | 12-19 жовтня 2005  | 8     | 16 → 8  |
| 1/4 фіналу      | 5-15 березня 2006  | 4     | 8 → 4   |
| 1/2 фіналу      | 20/27 квітня 2006  | 4     | 4 → 2   |
| Фінал           | 11 травня 2006     | 1     | 2 → 1   |

## 1/8 фіналу
| Команда 1            | Рахунок      | Команда 2     |
| -------------------- | ------------ | ------------- |
| 12 жовтня 2005       |              |               |
| Раннерс (2)          | 2:0          | Горсенс       |
| 19 жовтня 2005       |              |               |
| Фрем (2)             | 2:2 пен. 6:5 | Віборг        |
| Болдклуббен 1909 (3) | 5:2          | Герфельге (2) |
| Ольборг              | 2:1 дч       | Мідтьюлланн   |
| Слагельсе (3)        | 2:2 пен. 4:5 | Копенгаген    |
| Коллінг (2)          | 1:1 пен. 5:6 | Оденсе        |
| Брондбю              | 2:1          | Сількеборг    |
| Люнгбю (2)           | 0:0 пен. 4:5 | Есб'єрг       |

## 1/4 фіналу
| Команда 1            | Рахунок      | Команда 2  |
| -------------------- | ------------ | ---------- |
| 5 березня 2006       |              |            |
| Ольборг              | 2:2 пен. 7:6 | Оденсе     |
| Брондбю              | 1:0 дч       | Копенгаген |
| 12 березня 2006      |              |            |
| Раннерс (2)          | 3:0          | Фрем (2)   |
| 15 березня 2006      |              |            |
| Болдклуббен 1909 (3) | 1:3          | Есб'єрг    |

## 1/2 фіналу
| Команда 1         | Заг.    | Команда 2 | 1-й матч | 2-й матч |
| ----------------- | ------- | --------- | -------- | -------- |
| 20/27 квітня 2006 |         |           |          |          |
| Есб'єрг           | 5:3     | Брондбю   | 5:2      | 0:1      |
| Раннерс (2)       | 1:1 (ч) | Ольборг   | 0:0      | 1:1      |

## Фінал
| 11 травня 2006 |

| Есб'єрг | 0:1 дч | Раннерс (2)   |
| ------- | ------ | ------------- |
|         |        | Йогансен 116' |

| Паркен, Копенгаген Глядачів: 23 825 Арбітр: Кім Мільтон Нільсен |